# Amine Louani
Amine Louani (en arabe : أمين لواني), né le 10 janvier 1995 à Rabat (Maroc) est un footballeur marocain évoluant dans le club du FUS de Rabat. Il joue au poste d'attaquant.

## Biographie
Amine Louani naît à Rabat au Maroc et intègre tôt le centre de formation du FUS de Rabat.
En septembre 2018, il reçoit sa première sélection avec l'équipe du Maroc A'.
Le 16 septembre 2020, Amine Louani prolonge son contrat de trois ans jusqu'en 2023.

### En sélection
Le 28 août 2014, il est sélectionné par Abdellah El Idrissi pour un stage d'entraînement avec l'équipe du Maroc -20 ans au Centre sportif de Maâmora à Salé, comptant pour les préparations au tournoi international du Qatar, à laquelle il prend part,.

## Palmarès
FUS de Rabat
- Championnat du Maroc (1) :
  - Champion : 2015-16[6].